# Alger-Centre
Pour les articles homonymes, voir Alger (homonymie).
 (octobre 2010).
Si vous disposez d'ouvrages ou d'articles de référence ou si vous connaissez des sites web de qualité traitant du thème abordé ici, merci de compléter l'article en donnant les références utiles à sa vérifiabilité et en les liant à la section « Notes et références ».
Alger-Centre est une commune de la wilaya d'Alger en Algérie. Elle constitue le cœur de la ville d'Alger, même si le cœur historique est constitué par la Casbah.
Alger-Centre est la commune centrale de l'Alger moderne. Elle compte les principales rues commerçantes et administratives avec le siège du gouvernement, l'Assemblée nationale, le Conseil de la Nation, plusieurs ministères ainsi que le siège de la wilaya d'Alger.
Sa façade maritime est entièrement occupée par le siège des forces navales, la pêcherie et le port.

## Géographie

### Situation
La commune d'Alger-Centre est située au nord de la wilaya d'Alger. Elle est délimitée à l'est par le bassin méditerranéen, à l'ouest par les communes de Oued Koriche et d'El-Biar, au nord par la commune de la Casbah, au sud par celles de Sidi M'Hamed et de Belouizdad.
| Oued Koriche                  | Casbah       | Mer Méditerranée |
| El Biar                       | Alger-Centre | Mer Méditerranée |
| El Biar, Forêt d'El Mouradia. | Sidi M'Hamed | Belouizdad       |

### Quartiers
Alger-Centre est composé dans sa composition urbaine des quartiers suivants : Sacré-Cœur, Télemly, Tafourah, Larbi Ben M'hidi, Didouche Mourad, Audin, Soustara, Cadix, Port Said, Duc des cars, Sept merveilles, Pasteur, Tagarins

## Principales rues
Les principales rues qui structurent Alger centre sont: Rue Abane Ramdane, Boulevard Colonel Amirouche, Rue Asselah Hocine, Boulevard Mostefa-Ben-Boulaïd, Rue Larbi Ben M’Hidi, Rue Ali Boumendjel, Rue Didouche Mourad, Boulevard Frantz Fanon, Rue Jawaharal Nehru, Rue Patrice Lumumba, Rue Abdelkrim El Khettabi, Boulevard Krim Belkacem, Rue de la Liberté, Boulevard Mohamed V, Boulevard Mohamed Khemisti, Avenue Pasteur, Rue Docteur Saadane, Boulevard Zighoud Youcef, Boulevard Che Guevara

### Transports
La commune est dotée de plusieurs équipements de transports en commun d'importance telles que la gare centrale d'Alger, les stations métro Tafourah - Grande Poste, Khelifa Boukhalfa et Ali Boumendjel.

### Routes
La commune d'Alger-Centre est desservie par plusieurs routes nationales: la Route nationale 11: RN11 (route d'Oran).

## Histoire
La commune d'Alger-Centre est créée par décret le 19 février 1977.

## Démographie
| 1987    | 1998   | 2008   |
| ------- | ------ | ------ |
| 106 560 | 96 329 | 75 541 |

## Administration et politique
| Période                                  | Période  | Identité         | Étiquette | Qualité |
| ---------------------------------------- | -------- | ---------------- | --------- | ------- |
| 2007                                     | 2012     | Tayeb Zitouni    |           |         |
| décembre 2012                            | 2021     | Hakim Bettache   | MPA FLN   |         |
| 2021                                     | en cours | Mahdia Benghalia |           |         |
| Les données manquantes sont à compléter. |          |                  |           |         |

## Éducation et enseignement
Alger-centre compte environ près d'une dizaine de lycées: Lycée Zineb Oum El-Massakine (anciennement Lycée Sainte Elizabeth),  Lycée Aroudj & Kheiredine Barbarous (anciennement Lycée Delacroix), Lycée Omar Ibn El-Khettab (anciennement Lycée du Sacré-Cœur), Lycée Salah Zaamoum, Lycée Kasr Echaab (anciennement Lycée Bobillot), Lycée Omar Racim (anciennement Lycée Gautier), Lycée Ibn Nass, Lycée El Idrissi, Lycée Cheikh Bouamama (anciennement Lycée Descartes)
L'Université d'Alger est située sur le territoire de la commune.

## Tourisme
La commune, du fait de sa situation comme centre-ville de la capitale algérienne est dotée de lieux touristiques,  d'équipements , de monuments et de parcs comme : La Grande Poste d’Alger, Le Café Tantonville, Le Milk Bar, Les Voûtes d'Alger, Le pont-immeuble Burdeau à Télemly, Aérohabitat inspiré par les travaux de Le Corbusier, le Musée national du Bardo, le Musée national d'art moderne et contemporain d'Alger (MAMA), le Musée national des antiquités et des arts islamiques, le Parc de la Liberté, le Square Sofia, le Parc Beyrouth, le Parc tounasse, la Cathédrale du Sacré-Cœur, le Jardin de l'horloge florale, le Palais du Peuple, le Palais consulaire d'Alger, l'Hôtel Saint-George

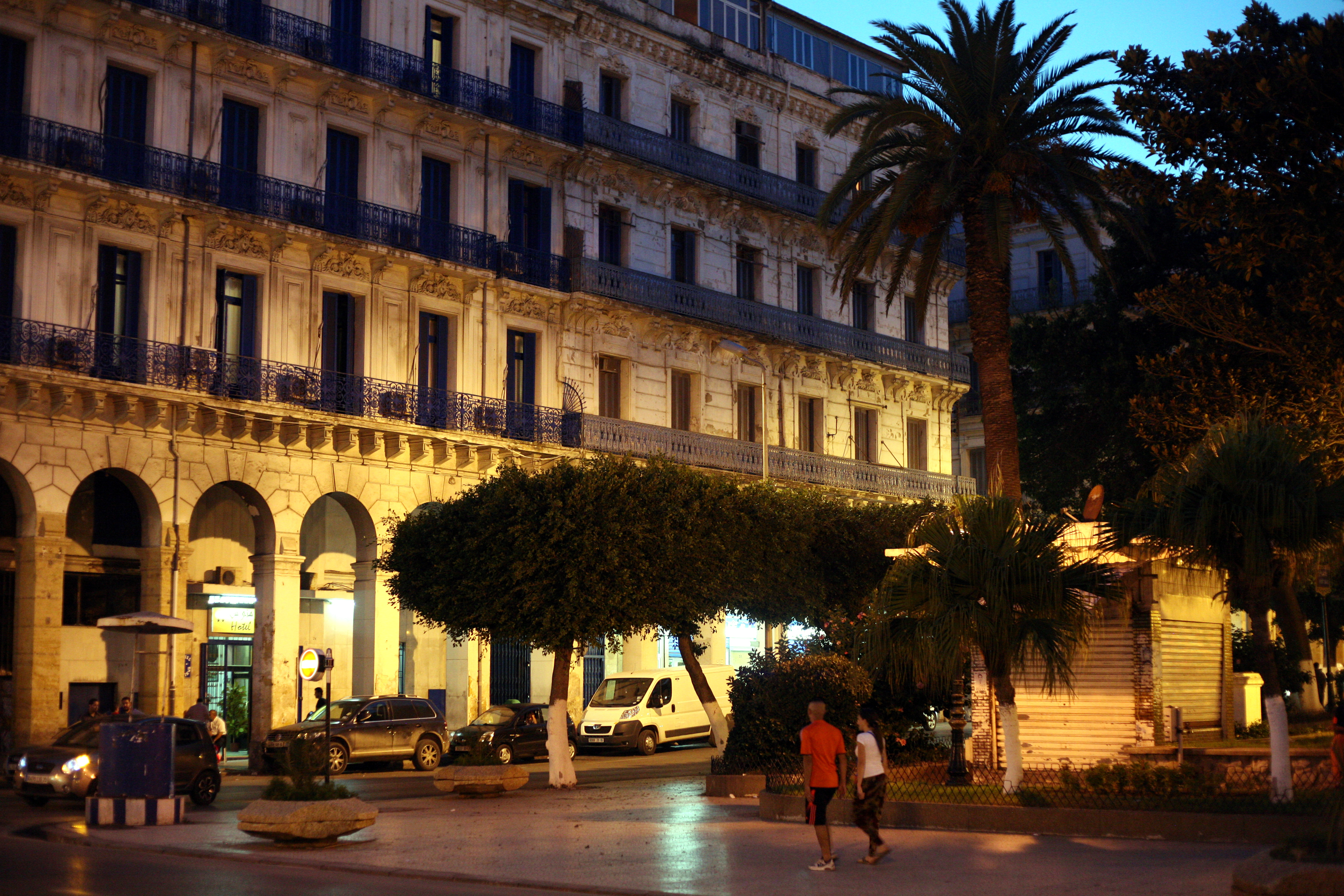
Square Port Saïd, à Alger.

## Sport
- L'ASE Alger-Centre  : club de football féminin, plusieurs fois champion et vainqueur de  la coupe d'Algérie .

## Ressources hydriques

### Barrages
Cette commune bénéficie de l'eau du barrage suivant : le  Barrage de Douéra : 87 000 000 m3. Ce barrage fait partie de plus de 65 barrages opérationnels en Algérie alors que 30 autres sont en cours de réalisation en 2015.

### Réservoirs d'eau
Cette commune comprend plusieurs réservoirs d'eau.

### Stations de dessalement d'eau de mer
Cette commune est approvisionnée en eau potable à partir de la station de dessalement d'eau de mer suivante : la Station de dessalement d'El Hamma : 200 000 m3/jour d'eau potable.

## Religion

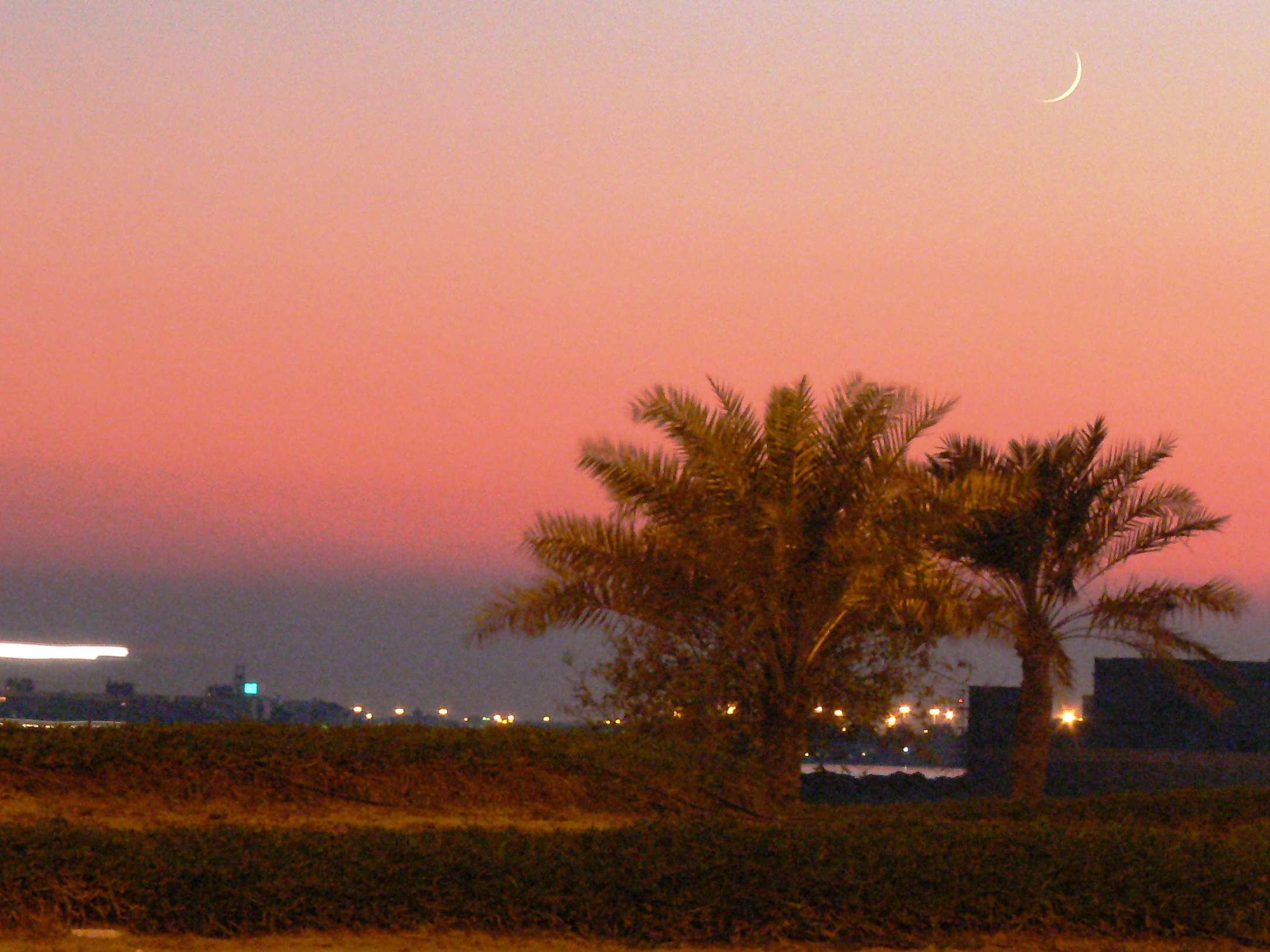
Vue du croissant de lune du Ramadan

Article détaillé: Liste des mosquées dans la wilaya d'Alger
La commune d'Alger-Centre abrite plusieurs mosquées. Elles sont administrées par la Direction locale du Ministère des Affaires religieuses et des Wakfs.

## Biodiversité
Alger-Centre possède un riche patrimoine naturel de faune et flore. Cette richesse zoologique, ornithologique et entomologique est une composante majeure de la faune de l'Algérie. Les plantes endémiques et les végétaux protégés dans cette wilaya font partie du patrimoine floristique algérien. Les parcs, forêts, bois et bosquets dans cette wilaya sont un élément important du couvert forestier algérien.
Cette biodiversité est gérée par la Conservation des forêts d'Alger (CFA) sous la tutelle de la Direction générale des forêts (DGF).